# Jean-Marie Dépierre
Jean-Marie Dépierre MEP (* 18. Januar 1855 in Thoiry, Département Savoie; † 17. Oktober 1898) war ein französischer römisch-katholischer Ordensgeistlicher und Apostolischer Vikar von West-Cochin.

## Leben
Jean-Marie Dépierre trat der Ordensgemeinschaft der Pariser Mission bei und empfing am 20. September 1879 das Sakrament der Priesterweihe.
Am 12. April 1895 ernannte ihn Papst Leo XIII. zum Titularbischof von Benda und zum Apostolischen Vikar von West-Cochin. Der Apostolische Vikar von Nord-Cochinchina, Louis Caspar MEP, spendete ihm am 25. Juli desselben Jahres die Bischofsweihe; Mitkonsekratoren waren der Apostolische Vikar von Nord-Burma, Charles Arsène Bourdon MEP, und der Apostolische Vikar von Ost-Cochin, Désiré-François-Xavier Van Camelbeke MEP.